# Sonnet 145
 (mars 2023).
Si vous disposez d'ouvrages ou d'articles de référence ou si vous connaissez des sites web de qualité traitant du thème abordé ici, merci de compléter l'article en donnant les références utiles à sa vérifiabilité et en les liant à la section « Notes et références ».
Those lips that Love's own hand did make

Breathed forth the sound that said “I hate”

To me that languished for her sake.

But when she saw my woeful state,

Straight in her heart did mercy come,

Chiding that tongue that, ever sweet,

Was used in giving gentle doom,

And taught it thus anew to greet:

“I hate” she altered with an end

That followed it as gentle day

Doth follow night, who like a fiend

From heaven to hell is flown away.

  “I hate” from hate away she threw,

   And saved my life, saying “not you.”
— William Shakespeare
Traduction de François-Victor Hugo
Précédent Suivant
Le Sonnet 145 est l'un des 154 sonnets écrits par le dramaturge et poète William Shakespeare.
C'est le seul poème du recueil à être rédigé en tétramètres et non en pentamètres iambiques.